# 내 옆에 은하
《내 옆에 은하》(일본어: おとなりに銀河 오토나리니 긴가[*])는 아마가쿠레 기도에 의해 만들어진 일본의 만화 작품이다. 《good! 애프터눈》(코단샤)에서, 2020년 5호부터 2023년 6호까지 연재되었다. 소녀 만화가와 정체가 이종족의 공주인 어시스턴트가 '혼인 관계의 계승'을 맺은 곳에서 전개가 그려지는 SF 러브 코미디다.
2023년 4월부터 본작을 원작으로 하는 TV 드라마 및 TV 애니메이션이 방송되었다.

## 줄거리
소녀 만화가 쿠가 이치로(필명은 '코코네 모모티')는 아버지가 죽어서 여동생과 남동생을 기르기 위해서 날마다 열심히 일하고 있었다. 그는 어느 날, 어시스턴트 고시키 시오리를 만나 그녀로부터 "나는 유성의 백성의 공주다. 당신과 혼인 관계의 계기가 맺어졌다."고 선언되었다.

## 등장인물
쿠가 이치로(久我 一郎)
성우 - 야시로 타쿠, 무라이 미사토(어린 시절)
본작의 주인공. 23세 남자. 고등학교 졸업 후 만화가 데뷔도 아버지가 사망했기 때문에 원고료와 남겨진 아파트 임대료로 여동생과 동생을 대학에 갈 수 있을 때까지 요령과 일하기로 결의했다. 만화가의 필명은 '코코네 모모티'(ここねモモティ). 처음에는 소년만화를 그렸지만, 소녀만화를 추천받아 《월간 anko》라는 잡지에서 연재하고 있다.
사람에 의지하는 것이 서투르고 그만 스스로 어떻게든 하려고 무리를 하기 쉽다. 그러므로 시오리에게 도움이 필요하다면 말해 주세요라고 듣고 어시스턴트를 철야를 하고 있다.
어시스턴트로서 고용한 시오리의 가시에 접해 버린 것으로 계약이 교제되어 버린다. 그 때문에, 시오리의 의사에 관계없이 지배하에 놓이게 되어 버려, 시오리를 해치거나 도망치거나 하면 벌을 받게 되어 버린다. 그 때문에, 물리적으로 시오리와 거리가 떨어지는 것만으로 이치로에게 열이 나기도 한다. 악수 등 물리적 접촉을 하면 부담이 덜 하다. 또한 이치로가 시오리의 허가없이 접촉하는 것만으로 코피가 나오거나 한다.
계약이라고 하는 것으로 당초에 시오리와 사귀는 등은 안된다고 생각했지만, 시오리에게 고백되어 자신 나름대로 생각하고 시오리와 사귀게 된다.
고시키 시오리(五色 しおり)
음성- 와쿠이 유우
본작의 히로인. 이치로의 만화 어시스턴트로 온 여자. 19세. 낡은 책으로 공부한 적도 있어, 아날로그의 만화 어시스턴트로서의 기술은 높다. 19세까지 만화를 읽은 적은 없었지만, 책을 좋아하는 할머니가 보여 주었고, 그 중에서 이치로의 만화도 읽고 있다.
우주에서 흘러 들어온 유성의 백성 공주. 할머니가 운석과 함께 온 미생물과 동거하게 되어 시오리는 3대째에 해당한다. 흔들리는 가시와 연결되는 것과 혼인 관계가 연결된다. 부모가 선택한 상대와 결혼할 것이었지만 자유로운 연애를 동경해 섬을 나왔다. 이치로의 어시스턴트로서 온 날, 시오리의 펜에 꽂고 있다고 착각한 이치로가 접해 버려 계약이 교제되어 버린다. 계약에 의해 물리적으로 떠나는 것만으로도 이치로에게 부담이 걸리기 때문에, 이치로의 아파트에 입주하기로 한다.
이치로와 함께 보내는 가운데 이것은 사랑이라고 자각. 이치로와 사귀게 된다.
마치(まち)
성우 - 엔도 리나
이치로의 여동생. 매우 확고한 성격. 점을 사랑하고 점쟁이가 되고 싶어한다.
후미오(ふみお)
성우 - 나가나와 마리아
이치로와 마치의 남동생. 수줍어하고 낯선 사람을 어색해하지만, 친해진 상대에게는 잘 대한다.
모리쿠니 마사히로(護国 正弘)
성우 - 스기타 토모카즈
만화 편집자. 이치로의 만화를 담당하고 있다.
이부스키 치히로(指宿 ちひろ)
성우 - 타카하시 리에
이치로 아파트의 거주자 중 한 명. 이치로의 사촌. 16세.
모리쿠니 모모카(護国 桃香)
성우 - 히카사 요코
이치로의 아파트에 전에 살았던 여성. 마사히로의 아내. 이치로네에게는 '모카 누나'라고 불리고 있다.
사노 유타(佐野 優大)
성우 - 후쿠야마 준
시오리가 어시스턴트로 도와주러 간 만화가. 마법 소녀의 만화를 그린다. 이치로 일가와는 구면이다.
어머니
성우 - 미즈구치 마츠리
이치로, 마치, 후미오의 어머니. 아버지와는 이혼하고 이미 새로운 가정을 가지고 있다.
고시키 미야코(五色 都)
성우 - 키소 히로코
시오리의 어머니. 엄격한 성격. 딸에 대한 애정은 있지만, 일족의 후계로 하기 위해 엄격히 키워 버려 사이는 좋지 않다.

## 서지 정보
- 아마가쿠레 기도 《내 옆에 은하》 코단샤 〈애프터눈 KC〉 전 6권
  1. 2020월 11월 6일 발매[7][9], ISBN 978-4-06-521437-4
  2. 2021년 5월 7일 발매[10], ISBN 978-4-06-523224-8
  3. 2021년 11월 5일 발매[11], ISBN 978-4-06-525933-7
  4. 2022년 5월 6일 발매[12], ISBN 978-4-06-527827-7
  5. 2022년 11월 7일 발매[13], ISBN 978-4-06-529651-6
  6. 2023년 7월 6일 발매[14], ISBN 978-4-06-532163-8

## TV 드라마
2023년 4월 3일부터 5월 25일까지 NHK 종합 텔레비전에서 방송되었다.

## TV 애니메이션
2023년 4월부터 6월까지 TOKYO MX 등에서 방송되었다.

### 스태프
- 원작 - 아마가쿠레 기도(雨隠ギド)[8]
- 감독 - 키무라 류이치(木村隆一)[8]
- 시리즈 구성 - 이치카와 기가에몬(市川十億衛門)[8]
- 캐릭터 디자인 - 오오타키 야스카(大滝那佳)[8]
- 프롭 디자인 - 시시도 쿠미코(宍戸久美子)[8]
- 미술 감독 - 타이라 아리사(平良亜梨沙)[8]
- 색채 설계 - 오오츠카 마스미(大塚眞純)[8]
- 촬영 감독 - 쿠지라이 료(鯨井 亮)[8]
- 편집 - 혼다 유키(本田優規)[8]
- 음향 감독 - 타나카 료(田中 亮)[8]
- 음악 - 캇파 엔터테인먼트, 와카바야시 타카츠구(若林タカツグ)[8]
- 프로듀서 - 후지이 타카히로(藤井貴大), 요네자와 아키라(米澤 明), 쿠로스 노부히코(黒須信彦), 코우치야마 타카시(河内山 隆), 오자와 후미히로(小澤文啓)
- 애니메이션 프로듀서 - 이마오 케이고(今尾圭吾)
- 애니메이션 제작 - 아사히 프로덕션[8]
- 제작 - 내 옆에 은하 제작위원회

### 주제가
이웃간(となりあわせ)
마츠모토 치나츠에 의한 오프닝 테마. 작사·작곡은 마츠모토 치나츠, 편곡은 나스노 신페이.
Near Stella
고시키 시오리(와쿠이 유우)에 의한 엔딩 테마. 작사는 쿠도 히로아키, 작곡·편곡은 TO-me.

### 방영 목록
| 화수   | 제목                                 | 각본              | 그림 콘티                       | 연출                      | 작화 감독 | 방송일         | 원작 화수 |
| ------ | ------------------------------------ | ----------------- | ------------------------------- | ------------------------- | --- | -------------- | --------- |
| 제1화  | 姫と修羅場 공주와 아수라장           | 이치카와 기가에몬 | 키무라 류이치                   | 마츠모토 요시히사         | 시게쿠니 히로코 후타후사 시시도 쿠미코 핫토리 마스미 마츠시타 키요시 暁・火鳥動画制作集団 | 2023년 4월 9일 | 1권 1화   |
| 제2화  | 姫とお買い物 공주와 쇼핑             | 이치카와 기가에몬 | 우에다 시게루                   | 시마다 코지               | 이와사 토모코 핫토리 마스미 시시도 쿠미코 쿠보야마 요코 츠보타 신타로 후지이 후미노 카토 마사토 王敏 趙小川 陳玲玲 姜海華                                                                                        | 4월 16일       | 1권 3화   |
| 제3화  | 姫と爆発 공주와 폭발                 | 모리에 미사키     | 토도베 사요코                   | 스즈키 이치로             | 코조 요코 사쿠라이 코노미 모리 아오이 사토 에미 후지이 후미노 趙杰 李慶 張金浩 吳曉偉 趙瑉 STUDIO CL Big Owl | 4월 23일       | 1권 4화   |
| 제4화  | 姫と空もよう 공주와 날씨             | 하시모토 유키     | 시키시마 히로히데               | 마츠모토 요시히사         | 이즈미자카 츠카사 핫토리 마스미 시시도 쿠미코 후타후사 暁・火鳥動画制作集団 | 4월 30일       | 1권 5화   |
| 제5화  | 姫と動物園 공주와 동물원             | 이치카와 기가에몬 | 우에하라 히데아키               | 우에하라 히데아키         | 이와사 토모코 야마자키 리리카 사토 에미 시마자키 카츠미 暁・火鳥動画制作集団 | 5월 7일        | 2권 6화   |
| 제6화  | 姫とお手紙 공주와 편지               | 모리에 미사키     | 무로야 야스시                   | 모리 아오이               | 사토 에미 히구치 카스미 야마자키 리리카 시시도 쿠미코 暁・火鳥動画制作集団 | 5월 14일       | 2권 7화   |
| 제7화  | 姫と微熱 공주와 미열                 | 하시모토 유키     | 우에다 시게루                   | 우에다 시게루             | 토미야마 다이스케 오오노 츠토무 후타후사 시마자키 카츠미 호시노타네 카토 마사토 코조 요코 후지이 후미노 모리 아오이 사토 에미 趙杰 李慶 張金浩 吳暁偉 趙瑉                                                       | 5월 21일       | 2권 8화   |
| 제8화  | 姫とクリスマス 공주와 크리스마스     | 모리에 미사키     | 우에하라 히데아키 모리 쿠니히로 | 스즈키 마사토 모리 아오이 | 토미야마 다이스케 마츠시타 준코 시게마츠 사와코 시시도 쿠미코 핫토리 마스미 마츠시타 키요시 이카이 카즈유키 카토 마사토 모리 아오이 사토 에미                                                                    | 5월 28일       | 2권 9화   |
| 제9화  | 姫と温泉 공주와 온천                 | 하시모토 유키     | 모리 쿠니히로                   | 모리 쿠니히로             | 이와사 토모코 핫토리 켄지 츠보타 신타로 카와하라 쿠미코 쿠보야마 요코 마츠시타 키요시 후지이 후미노 日影工房 | 6월 4일        | 2권 10화  |
| 제10화 | 姫と家族会議 공주와 가족회의         | 하시모토 유키     | 우에하라 히데아키               | 우에하라 히데아키         | 코조 요코 시마자키 카츠미 야마자키 리리카 오오노 츠토무 사쿠라이 코노미 후지이 후미노 張金浩 趙瑉 徐學文 STUDIO CL                                                                                               | 6월 11일       | 3권 12화  |
| 제11화 | 久我くんと刺抜き 쿠가 군과 가시 빼기 | 모리에 미사키     | 모리 아오이                     | 모리 아오이               | 사토 에미 히구치 카스미 야마자키 리리카 모리 아오이 스즈키 마사토 暁・火鳥動画制作集団 | 6월 18일       | 3권 13화  |
| 제12화 | 姫と花火 공주와 불꽃놀이             | 이치카와 기가에몬 | 키무라 류이치                   | 마츠모토 요시히사         | 마츠시타 준코 후지이 후미노 시마자키 카츠미 토미야마 다이스케 호시노타네 마츠시타 키요시 시시도 쿠미코 히구치 카스미 이카이 카즈유키 오오노 츠토무 핫토리 마스미 모리 아오이 사토 에미 카토 마사토 쿠보야마 요코 | 6월 25일       | 3권 15화  |